# بيئة بحرية مائية ضحلة

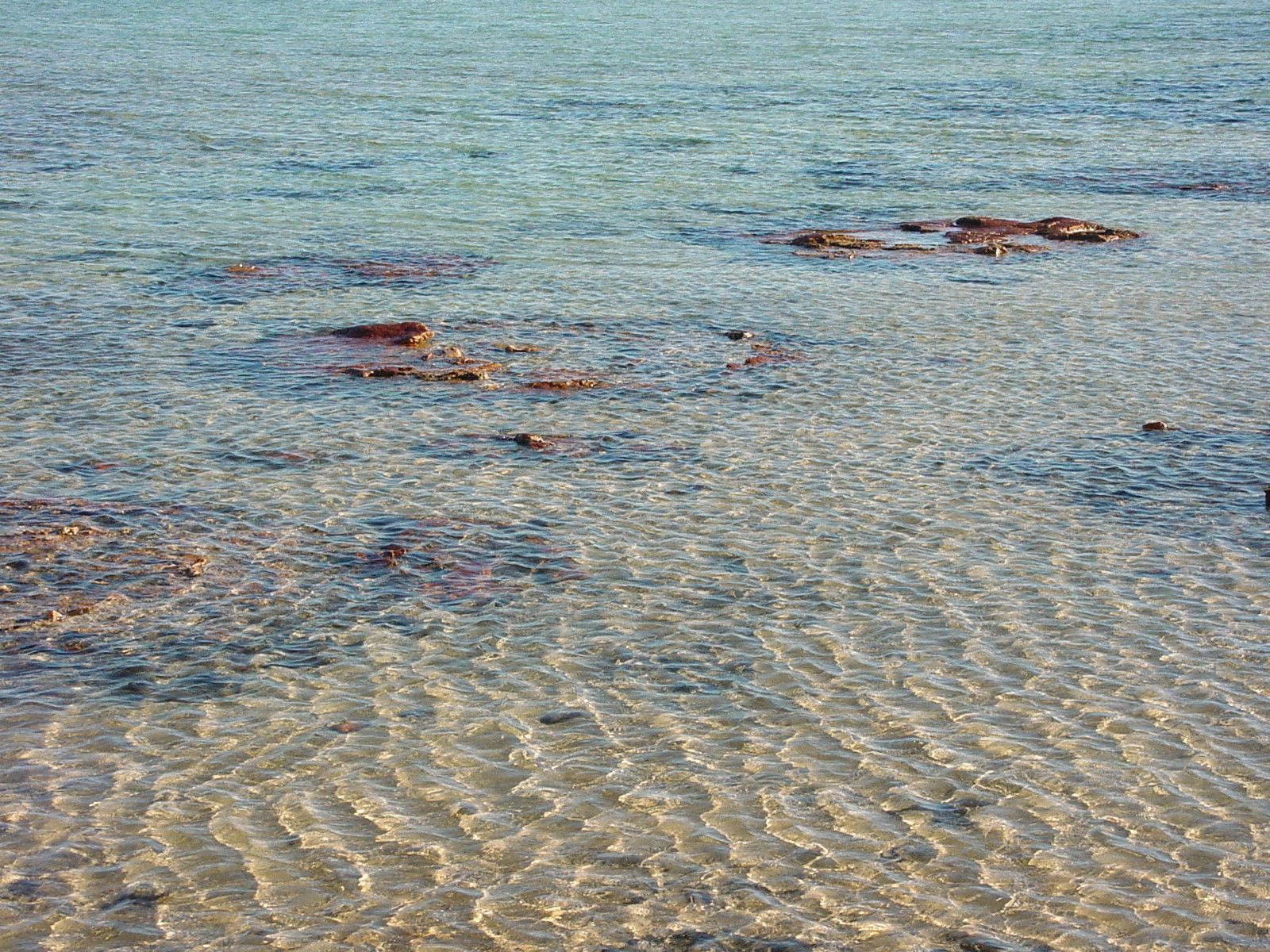

يشير مصطلح البيئة البحرية المائية الضحلة إلى المنطقة الواقعة بين الشاطئ وبداية جدار الشعاب المرجانية.
وتستضيف هذه البيئة العديد من الكائنات الحية التي تترك آثارها على شكل أشباه البلى والحفريات النادرة والثقوب جوفية والعديد من الأشكال الأخرى.
وتكون فيها الرواسب رمليه طينيه.

## الحفريات
وجدت الغالبية العظمى من السجلات الأحفورية بعد تحجر البيئة البحرية المائية الضحلة.
أودعت العديد من هذه الحفريات في حينها عندما غطت مياه البحار الضحلة جزءًا كبيرًا من الأرض.
والبيئات البحرية الضحلة هي منطقة من المياه الضحلة حيث تعيش العديد من الكائنات الحية للبقاء على قيد الحياة.

## الرواسب
تتكون الرواسب نفسها في كثير من الأحيان من الحجر الجيري، الذي تشكل بالفعل في المياه الهادئة والدافئة الضحلة. ولا تتألف البيئات البحرية الضحلة من الرواسب السيليكونية أو الكربونية فقط. حيث يتعذر تواجدها معًا بشكل دائم، فمن الممكن أن يكون لها بيئة بحرية ضحلة تتألف فقط من الرواسب الكربونية أو تلك التي تتكون بالكامل من الرواسب السيليكونية. وتتكون رواسب المياه البحرية الضحلة من حبيبات أصغر حجمًا وذلك لأن هذه الحبيبات الصغيرة انفصلت من مناطق ذات طاقة أعلى.

## وصلات خارجية
- مثال للبيئات البحرية المائية الضحلة
- مثال للحفريات البحرية - صخور بورغيس (Burgess Shale)